# 约讷河畔米西
約訥河畔米西（法語：Misy-sur-Yonne，法語發音：[mizi syʁ jɔn] ⓘ）是法国塞纳-马恩省的一个市镇，属于普罗万区。

## 地理
约讷河畔米西（48°21'35"N, 3°5'22"E）面积6.25 平方千米，位于法国法蘭西島大區塞纳-马恩省，该省份为法国北部内陆省份，北起瓦兹省，西接埃松省、马恩河谷省、塞纳-圣但尼省和瓦兹河谷省，南至卢瓦雷省，东南接约讷省，东临马恩省和奥布省，东北接埃纳省。
与约讷河畔米西接壤的市镇（或旧市镇、城区）包括：拉通布、维勒布勒万、居亚尔新城、维讷夫、巴尔贝、格拉翁、塞纳河畔马罗勒。

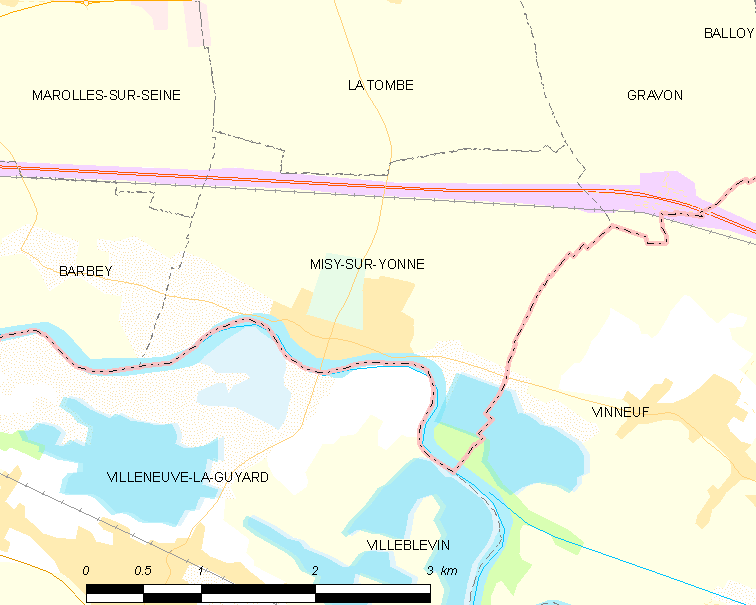
约讷河畔米西的OSM定位图

约讷河畔米西的时区为UTC+01:00、UTC+02:00（夏令时）。

## 行政
约讷河畔米西的邮政编码为77130，INSEE市镇编码为77293。

## 政治
约讷河畔米西所属的省级选区为蒙特罗福约讷县。

## 人口

1962-2008年间约讷河畔米西人口变化图示

约讷河畔米西于2022年1月1日时的人口数量为857人。